# Маркетинговое исследование
Ма́рке́тинговое иссле́дование (англ. marketing research) — форма бизнес-исследования и направление прикладной социологии, которое фокусируется на понимании поведения, желаний и предпочтений потребителей, конкурентов и рынков в экономике, которую диктует рынок, а также положении самого предприятия на рынке.
Область маркетинговых исследований как статистическая наука была инициирована Артуром Нильсеном (Arthur Nielsen) вместе с созданием компании ACNielsen Company в 1923 году.

## История
Свидетельства неофициальных коммерческих исследований относятся к периоду Средневековья. В 1380 году немецкий производитель текстиля Иоганн Фуггер отправился из Аугсбурга в Грабен, чтобы собрать информацию о международной текстильной промышленности. Он обменялся подробными письмами об условиях торговли в соответствующих областях. Хотя в то время этот тип информации назвали бы «коммерческой разведкой», он создал прецедент для систематического сбора маркетинговой информации.
В эпоху европейских открытий промышленные дома начали импортировать экзотические предметы роскоши — ситцевую ткань из Индии, фарфор, шелк и чай из Китая, специи из Индии и Юго-Восточной Азии, а также табак, сахар, ром и кофе из Нового Света. Международным торговцам начала требоваться информация, которую можно было бы использовать для принятия маркетинговых решений. В этот период лондонский купец Даниэль Дефо опубликовал информацию о торгово-экономических ресурсах Англии и Шотландии. Дефо был плодовитым издателем, и среди его многочисленных публикаций есть названия, посвящённые состоянию торговли, в том числе; Заявление о торговле Великобритании (1707 г.); Торговля Шотландии с Францией (1713 г.) и «Торговля с Индией критически и спокойно» (1720 г.) — все они предоставили купцам и торговцам важную информацию, на основе которой можно было принимать деловые решения.

## Методы маркетинговых исследований
Методы маркетинговых исследований — это приёмы и процедуры и операции эмпирического, теоретического и практического изучения и анализа маркетинговой среды, в которой существует компания.

### Классификация методов исследования по месту проведения
- полевые методы исследования — исследование маркетинговой среды в естественных условиях (опросы, тестинги);
- кабинетные методы исследования рынка;

### Классификация методов исследования рынка по частоте применения исследования
- регулярные исследования (периодические исследования);
- повторные исследования — исследования, проводимые с целью уточнения, подтверждения полученной ранее информации;
- однократные наблюдения (целевые исследования);

### По охвату рынка различают следующие методы
- сплошные исследования;
- выборочные исследования;

### В зависимости от объекта наблюдения различают методы исследования
- исследование внешних маркетинговых объектов;
- самонаблюдение (например, исследование качества обслуживания клиентов).

### По способу получения информации различают следующие методы исследования рынка
- опрос — это способ получения информации через выяснение мнений целевой аудитории;
- Customer development — это метод, основанный на проведении глубинных интервью с пользователями[6];
- наблюдение — это способ получения информации без какого-либо воздействия на объект наблюдения;
- эксперимент — это такой метод исследования рынка, при котором изучают влияние определённых факторов на объект изучения, методом контролируемого изменения одного или нескольких факторов и отслеживания их влияния на объект изучения[6];
- имитационное моделирование — представляет собой метод маркетингового исследования, с применением заранее разработанной математической модели, адекватно воспроизводящей поведение объекта исследования;
- метод экспертных оценок — комплекс процедур, направленных на получение от специалистов информации, её анализ и обобщение.

### Классификация методов исследования рынка по регулярности привлечения аудитории
- случайная выборка — случайным образом выбранные для изучения респонденты, относящиеся к целевой аудитории;
- аксесс-панель[7] — постоянная база респондентов, участвующих в маркетинговых опросах.

## Фазы маркетинговых исследований

### Фаза инициации
- Сегментирования (segmentation research) — определяет демографические, психологические и поведенческие характеристики потенциальных покупателей.
- Оценка спроса (demand estimation) — определяет приблизительный уровень спроса на данный продукт.
- Прогнозирование продаж (sales forecasting) — определяет ожидаемый уровень продаж при данном уровне спроса.
- Исследование процесса принятия решения потребителями (consumer decision process research) — определяет мотивацию людей при покупке и процесс принятия решения, используемые покупателями
- Исследование позиционирования продукта (positioning research) — как целевой рынок видит марку по отношению к конкурентам? Что марка значит для потребителя?

### Фаза разработки
- Исследование ценовой эластичности (price elasticity testing) — определяет, насколько потребители чувствительны к изменению цен.
- Тестирование концепций (concept testing) — для оценки того, как потребители воспринимают конкретную концепцию.
- Тестирование названия марки (brand name testing) — что потребители чувствуют по отношению к названию марки.
- Исследование имиджа марки (brand equity testing) — насколько благоприятно потребители видят марку.

### Фаза опытного производства и тестирования
- Пробный маркетинг (Test marketing) — небольшой, ограниченный запуск продукта, используемый для определения возможного принятия продукта при запуске на более широкий рынок.
- Тестирование практичности (usability testing) — определяет, смогут ли пользователи интуитивно использовать и ориентироваться на сайте или в программном обеспечении.
- Тестирование рекламы и продвижения товара (advertising and promotion research) — насколько эффективна реклама и влияет ли она на поведение потребителя при покупке.

### Фаза промышленного производства и распространения
- Таинственный покупатель, тайный покупатель (mystery shopping) — представитель исследовательской компании совершает визит, звонок или другое обращение в центр обслуживания под видом обычного клиента. По итогам процедуры он фиксирует свои впечатления (оценка внутреннего состояния помещения, соблюдение определённых стандартов обслуживания персоналом торговой точки, затраты времени и т. п.) в специальном проверочном листе (анкете).
- Аудит магазина (store audit) — определяет, предоставляют ли розничные магазины адекватный сервис.
- Исследование удовлетворённости заказчика (customer satisfaction study) — интервью или опросы, которые определяют уровень удовлетворённости заказчика качеством товара/услуги.
- Аудит каналов распределения товара (distribution channel audit) — оценивает отношение дистрибьютора и розничного продавца к продукту, марке или компании.
- Выявление портретов покупателей по истории продаж[8].

Все эти формы маркетинговых исследований могут быть классифицированы как исследование по определению проблемы или исследование по поиску решения проблемы.
Похожее различие существует между познающим исследованием и исследованием, решающим проблему (exploratory and conclusive research). Познающее исследование постигает суть проблемы или ситуации. Оно должно получать окончательные решения только с чрезвычайной осторожностью. Исследование, решающее проблему, предоставляет вывод: результат исследования может быть обобщён на всё население.
Оба, познающее исследование и исследование, решающее проблему, являются примерами первичного исследования. Компания проводит и собирает первичные исследования для своих собственных целей. Это контрастирует с вторичным исследованием: исследованием, опубликованным ранее и обычно проведённое кем-то другим. Вторичное исследование стоит намного меньше, чем первичное исследование, однако вторичное исследование редко приходит в форме, которая точно удовлетворяет требованиям исследователя.
Методическую основу маркетинговых исследований составляют общенаучные, аналитико-прогностические методы и методические приёмы, заимствованные из других областей знаний.
Общенаучные методы:
- системный анализ позволяет рассматривать любую рыночную ситуацию как некий объект для изучения с большим диапазоном внутренних и внешних причинно-следственных связей;
- комплексный подход применяется при исследовании рыночной ситуации, рассматривая её как объект, имеющий разное проявление. Если взять рынок определённого товара, то его необходимо рассматривать с точки зрения спроса, предложения, цены, жизненного цикла товара;
- программно-целевое планирование широко используется при выработке и реализации стратегии и тактики маркетинга. Более того, можно сказать, что маркетинг — это и есть программно-целевой подход к сфере рынка, на основании которого строится вся плановая маркетинговая деятельность на предприятии.

Аналитико-прогностические методы:
- линейное программирование как математический метод для выбора наиболее благоприятного решения применяются в маркетинге при выборе более выгодного ассортимента в условиях ограниченности ресурсов, расчёте оптимальной величины товарных запасов, планировании маршрутов сбытовых агентов;
- корреляционно-регрессионный анализ применяется при моделировании и прогнозировании спроса посредством авторегрессионных моделей скользящего среднего, трендовых моделей и т. д.;
- кластерный анализ используется при анализе и сегментации рынка;
- искусственные нейронные сети служат инструментом наглядной визуализации рыночных сегментов и способом прогнозирования сложных нелинейных маркетинговых процессов;
- дисперсионно-ковариационный анализ необходим при проверке эффективности маркетинговых мероприятий;
- факторный анализ и метод главных компонент как инструмент позиционирования продукции или фирмы на рынке;
- дискриминантный анализ для классификации потребителей;
- совместный анализ и многомерное шкалирование для разработки продукта;
- теория массового обслуживания применяется при решении проблем выбора очерёдности обслуживания заказчиков и других аналогичных задач, которые позволяют изучить складывающиеся закономерности, связанные с наличием потока заявок на обслуживание и соблюсти необходимую очерёдность их выполнения;
- теория связи, рассматривающая механизм «обратной связи» позволяет получить сигнальную информацию о процессах, выходящих за пределы установленных параметров. Применение теории связи в организационных структурах маркетинговой деятельности помогает совершенствовать связь предприятия с рынком, повышает эффективность использования получаемых данных;
- теория вероятностей помогает принимать решения, которые сводятся к определению значения вероятностей наступления определённых событий и выбору из возможных действий наиболее предпочтительного планирования производства товаров;
- метод деловых игр используется в целях определения наилучшей стратегии или нахождения выигрышного варианта кодов и ответов;
- сетевое планирование даёт возможность регулировать последовательность и взаимосвязь отдельных видов работ в рамках какой-либо программы (разработка программы производства нового товара);
- функционально-стоимостной анализ используется для комплексного решения задач, связанных с повышением качества продукции, и одновременной экономии материальных и трудовых ресурсов. Применение функционально-стоимостного анализа позволяет предприятиям вести поиск таких рациональных решений в области конструирования, технологии, организации производства и обслуживания продукции, которые обеспечат её повышенную конкурентоспособность;
- экономико-математическое моделирование даёт возможность с учётом действующих факторов ёмкости рынка определить наиболее рациональные стратегии маркетинга и возможные шаги конкурентов, оценить оптимальные затраты для получения необходимого размера прибыли;
- методы экспертных оценок («Дельфи», «Мозговой атаки») позволяют достаточно быстро получить ответ о возможных процессах развития того или иного события на рынке, выявить сильные и слабые стороны предприятия, оценить эффективность тех или иных маркетинговых мероприятий.

В исследованиях и разработках маркетинга активно используются методические приёмы, заимствованные из других областей знаний. Наибольшая часть прослеживается с такими науками, как социология и психология, поскольку особое внимание уделяется мотивации поведения потребителей на рынке и факторам, влияющим на него. Методы социологии позволяют исследовать процессы распространения информации на рынке, выявить отношение потребителей к нововведениям. Нашли применение и методы антропологии, позволяющие на основе знания национальных культур и уровня жизни разных народов лучше изучить рыночную среду. Антропологические изменения используются также при моделировании ряда потребительских товаров (одежды, обуви, мебели).

## Некоторые термины, часто используемые в маркетинговых исследованиях
- Мета-анализ (также называется техникой Шмидта-Хантера) ссылается на статистический метод объединения данных из разнообразных исследований или из нескольких видов исследований.
- Концептуализация или формирование концептуального представления означает перевод нечетких ментальных образов в определимую концепцию.
- Операционализация — процесс перевода концепции в конкретное наблюдаемое поведение, которое исследователь может измерить.
- Точность связана с аккуратностью любого заданного измерения.
- Надёжность связана с вероятностью, что заданная операционная конструкция выдаст те же самые результаты после повторного измерения.
- Обоснованность связана с пределами, до которых измерение предоставляет данные, которые фиксируют значение операционной конструкции, определённой в исследовании. Оно спрашивает, «Действительно ли мы измеряем то, что намеревались измерить?».
- Прикладное исследование проводится для проверки конкретных гипотез ценных для клиента, оплачивающего исследование. Например, табачная компания может заказать исследование, которое пытается показать, что сигареты полезны для здоровья. Многие исследователи имеют этические опасения, проводя прикладные исследования.
- Саджинг (Sugging — Selling Under the Guise of market research, то есть продажи под маской исследований рынка) — формирует метод продаж, в котором продавцы симулируют проведение маркетингового исследования, однако реальной целью является получение мотивации покупателя и информации о его процессе приёма решения о покупке, чтобы использовать их в последующей деловой встрече.
- Фраджинг (frugging) является практикой получения средств под видом исследовательской организации.

## Торговля готовыми маркетинговыми исследованиями
На Западе развита система продажи готовых маркетинговых исследований, что значительно облегчает процесс исследования рынков организациям, не обладающих достаточными средствами или персоналом для проведения собственных исследований. Наиболее известными компаниями являются американские Market research и Roy Morgan Online Store. Такие исследования проводятся инициативно, но в расчёте на последующую продажу заранее понятному исследователям пулу потенциальных покупателей.
В России готовые маркетинговые исследования с каждым годом пользуются у российских компаний все большим спросом.
Речь идет не только о гигантах различных сфер бизнеса — крупных компаниях, для которых использование готовых исследований рынка давно стало само собой разумеющимся явлением, — но и о небольших фирмах, которые только планируют выход на рынок и поэтому тщательно изучают его особенности.